# Annie Mulder van de Graaf
Annie Mulder van de Graaf (Bergen op Zoom, 30 juli 1890 – Huis ter Heide, 10 oktober 1968) was een arts, psychiater en vanaf de jaren 1930 één van de eerste Nederlandse plastisch chirurgen.

## Biografie

### Vroege leven
Mulder van de Graaf werd geboren in 1890 als dochter van Clara Mulder van de Graaf-de Bruyn en haar echtgenoot Henricus Lodewijk Christiaan Mulder van de Graaf, een militair. Zij was het enige kind dat uit het huwelijk voortkwam en al rond 1911 verdween Henricus van het toneel, waarschijnlijk vanwege een gevangenisstraf. Hij overleed in Bolivia in 1917. Clara moest daarna voorzien in het levensonderhoud van Mulder van de Graaf en haarzelf en besloot hierop inspectrice te worden bij de Nederlanden, een verzekeraar die tegenwoordig bekend staat onder de naam Nationale Nederlanden. Clara was daarnaast ook zeer actief in de vrouwenbeweging en Mulder de Graaf kreeg haar feminisme dan ook met de paplepel ingegoten.

### Opleiding
Mulder van de Graaf ronde eerste  de HBS af, waarna zij aan een studie medicijnen begon aan de Universiteit Utrecht. Voor de Eerste Wereldoorlog werkte ze als assistent van professoren Karl Heilbrunner en Cornelis Winkler aan de in 1913 in Utrecht geopende Psychiatrisch-Neurologische Kliniek. Na hier, en een jaar in een kinderziekenhuis in Utrecht te hebben gewerkt, vertrok Mulder van de Graaf naar Nederlands-Indië, waar zij als psychiater en forensisch psychiater werkzaam was. Ze assisteerde, toen zij enige tijd in Europa was, de psychiaters en professoren Wilhelm Stekel, Sigmund Freud en Alfred Adler.
In 1932 kwam zij terug naar Europa. Ze had Suzanne Noël op dat moment al ontmoet, een arts die in in 1912 reeds met plastische chirurgie in aanraking was gekomen. Zij had toen Sarah Bernhardt ontmoet die een facelift had gehad. In de Eerste Wereldoorlog had zij zich bekwaamd in de herstellende chirurgie door de gueules cassées, de door oorlogsgeweld gewond geraakte soldaten, te behandelen. Noël zou bij het zien van de handen van Mulder van de Graaf hebben uitgeroepen dat haar handen uitermate geschikt waren voor de esthetische chirurgie. Haar kleindochter Ancha Best geeft aan dat Mulder van de Graaf wekelijks naar Parijs trok om daar bijgeschoold te worden door Noël. Biograaf Eric van der Linden meent echter dat Mulder van de Graaf een jaar in Frankrijk woonde en in 1933 zich pas definitief in Nederland vestigde. Hoe het ook zij; vanaf 1933 had zij een kliniek in Den Haag en voerde de eerste Nederlandse facelifts uit. Haar moeder trad hierbij op als assistente.

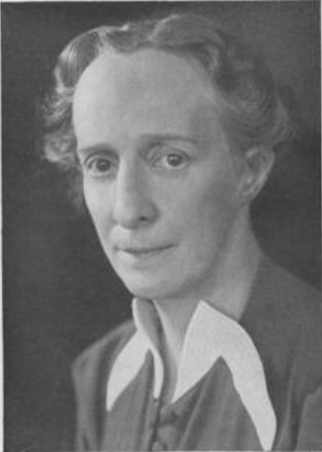
Annie Mulder van der Graaf omstreeks 1938

### Tweede Wereldoorlog
Gedurende de oorlogsjaren maakte Mulder van de Graaf nog regelmatig reclame voor haar diensten. Haar is door onderzoekster Mineke Bosch een negatieve houding aangewreven die haar moeder Clara zodanig zou hebben beïnvloed dat beiden lid werden van de Nationaal-Socialistische Beweging. Biograaf Eric van der Linden wijst deze mogelijkheid van de hand. In de reclames voor haar operaties blijkt dat Mulder van de Graaf zich veel rondom verzetslieden bewoog. Zo hield ze kantoor bij Hester van Lennep en Liesbeth Le Coultre-Mulder, die beiden actief waren in het verzet tegen de Duitsers en Joodse onderduikers verborgen in hun huizen die dienst deden als kantoor. Het ligt dus voor de hand dat Mulder van de Graaf geen NSB-lid was.

### Na de Oorlog
Mulder van de Graaf bleef werken als plastisch chirurg na de oorlog. Zij ontbeerde hierbij wel de assistentie van haar moeder die in 1945 was gestorven. Haar kleindochter Ancha Best meent dat zij tot vlak voor haar dood op 78-jarige leeftijd nog altijd haar vak uitoefende. Annie Mulder van de Graaf overleed in 1968, te Huis ter Heide.

## Privé
Mulder van de Graaf trouwde in 1916 met Jan Willem Best. Uit dat huwelijk werden twee kinderen geboren, Ellen en Jan Willem, die net als zijn moeder plastisch chirurg zou worden. Hij zou dit echter pas doen na het overlijden van zijn vader, die altijd deze stap tegen gehouden had, waarschijnlijk omdat er neer werd gekeken op plastische chirurgie. Toch zouden zijn zoon en diens echtgenote een privékliniek houden nadat Mulder van de Graaf een overstap naar haar vak had gestimuleerd.
- Biografisch Portaal: 53740745
- Nederlandse Thesaurus van Auteursnamen: 147792967
- Virtual International Authority File: 287228852